# Episodi di T. and T. (prima stagione)
| nº | Titolo originale       | Titolo italiano                 | Prima TV USA     | Prima TV Italia |
| -- | ---------------------- | ------------------------------- | ---------------- | --------------- |
| 1  | Extortion in Chinatown | Scintille a Chinatown           | 11 gennaio 1988  |                 |
| 2  | Mug Shot               | Una foto che scotta             | 18 gennaio 1988  |                 |
| 3  | Settling the Score     | Conto pari                      | 25 gennaio 1988  |                 |
| 4  | Stowaway               | Un clandestino a bordo          | 1º febbraio 1988 |                 |
| 5  | The Drop               | Corrieri della morte            | 8 febbraio 1988  |                 |
| 6  | Something in the Air   | Qualcosa nell'aria              | 15 febbraio 1988 |                 |
| 7  | The Silver Angel       | L'angelo d'argento              | 22 febbraio 1988 |                 |
| 8  | And Baby Makes Nine    | È arrivata la mascotte          | 29 febbraio 1988 |                 |
| 9  | On Ice                 | Un falso amico                  | 7 marzo 1988     |                 |
| 10 | The Latest Development | Uno sporco affare               | 14 marzo 1988    |                 |
| 11 | Junkyard Blues         | Il Racket dei bidoni            | 21 marzo 1988    |                 |
| 12 | Killing Time           | L'Incubo di Wendy               | 28 marzo 1988    |                 |
| 13 | Sweet Tooth            | Una probabile truffa            | 4 aprile 1988    |                 |
| 14 | Playing with Fire      | Chi gioca col fuoco si brucia   | 11 aprile 1988   |                 |
| 15 | Sophie a La Mode       | Sophie e Donald                 | 18 aprile 1988   |                 |
| 16 | Black and White        | Una questione personale         | 25 aprile 1988   |                 |
| 17 | The Game               | Un gioco pericoloso             | 2 maggio 1988    |                 |
| 18 | Victim of Fashion      | Vittima della moda              | 9 maggio 1988    |                 |
| 19 | Special Delivery       | Documenti scottanti             | 16 maggio 1988   |                 |
| 20 | Pros and Cons          | Chi ha incastrato la zia Martha | 23 maggio 1988   |                 |
| 21 | Private Eyes           | Gioco di Rivalità               | 30 maggio 1988   |                 |
| 22 | Mickey's Choice        | La scelta di Micky              | 6 giugno 1988    |                 |
| 23 | Working It Out         | Parità di diritti               | 13 giugno 1988   |                 |
| 24 | Now You See It         | Doppia realtà                   | 20 giugno 1988   |                 |